# 電子書籍交換フォーマット
電子書籍交換フォーマットは、電子書籍のためのフォーマットの一つである。2010年から2011年にわたって国費を投じて行われ、日本の電子書籍関係者のほとんどが賛成していたが、ほとんど使用されることはなかった。

## 概要
本フォーマットは、2010年11月17日から2011年3月31日まで行われた「電子書籍交換フォーマット標準化プロジェクト」によって策定された。このプロジェクトは、総務省、2010年度「新ICT利活用サービス創出支援事業」の一環として行われた。日本語テキスト系電子書籍フォーマットの日本語表現に関する各種機能を包括する電子書籍データの交換を目的としていた。

## 実施体制
以下の体制で行われた。日本の企業・団体のみによって行われ、海外からの参加はなかった。
- 代表組織：日本電子書籍出版社協会
- 共同提案者：学校法人東京電機大学、大日本印刷株式会社、凸版印刷株式会社、慶昌堂印刷株式会社、豊国印刷株式会社、株式会社ボイジャー、シャープ株式会社、シャープビジネスコンピュータソフトウェア株式会社

## 国際規格化
IEC TC100における国際規格化を予定していたが、2013年9月現在において国際規格化は進行していない。

## 他のフォーマットとの関係
本フォーマットは、シャープ株式会社のXMDFと株式会社ボイジャーのドットブックをもとに制定された。
本フォーマットの開始時点において、すでに英語圏ではEPUBが標準として広く用いられていた。2011年に制定されたEPUB3は日本語組版に対応し、2013年9月現在において日本国内でも広く普及している。

## その後
経済産業省「コンテンツ緊急電子化事業」（略称・緊デジ）で、本フォーマットは採用されていない。
2013年9月現在において、電子書籍交換フォーマットが利用されている例は知られていない。